# Bremer Dialekt
Der heutige Bremer Dialekt (bremisch: Brem Schnack, auch: Brem Snak) ist ein Regiolekt, der vorwiegend in und um Bremen gesprochen wird. Er ist nicht zu verwechseln mit dem niederdeutschen Bremer Platt. In Delmenhorst findet sich eine Mischform mit dem Oldenburger Platt.

## Die Sprache
Der heutige Bremer Dialekt ist ein hochdeutscher Regiolekt mit niederdeutschen Elementen. Er unterscheidet sich vom Standarddeutsch in Aussprache und Wortschatz. Die Sprache wird oftmals genuschelt, zudem werden Buchstaben „verschluckt“. Dies betrifft vor allem die jeweils letzte Silbe eines Wortes. Man sagt auch: „Der Bremer Dialekt kann mit wenig Kraftanstrengung gesprochen werden – man braucht die Zähne ja nicht auseinanderzumachen.“ Die Intonation mehrsilbiger Wörter fällt oft nach der ersten Silbe ab.
Insbesondere ältere Sprecher trennen sp und st stets in s-p [sp] und s-t [st] statt standarddeutsch schp [ʃp] und scht [ʃt]. Dies wird klassisch mit dem Satz „Der Stadtbremer ist über den spitzen Stein gestolpert“ verdeutlicht. Eine umgekehrte Regel ist bei dem  st und sp  in Fremd- und Lehnwörtern englischer oder vermeintlich englischer Herkunft zu beobachten, Aussprachebeispiele: Illuschtrierte, Pischtole, Bud Schpencer. Beide Sonderregeln können auch in nur einem Wort angewandt und führen dann zu einer Umkehrung der standarddeutschen Aussprache: Wasser-s-p-ritz-Pischtole. In der Umgangssprache jüngerer Bremer nähert sich die Aussprache dem Standarddeutschen an.
Ein weiteres Beispiel für den Bremer Dialekt ist auch der Begriff „Use Akschen“, der so viel wie „Unsere Aktien“(-gesellschaft) bedeuten soll. In diesem Falle ist die Schiffswerft „AG Weser“ gemeint, die allerdings schon vor Jahrzehnten geschlossen wurde.
Ausnahmen gibt es bei Wörtern, die ein u aufweisen, und Wörtern, die auf g enden. Viele Bremer sprechen das Wort Burg auch wie [bɔə̯ç] und nicht [bʊə̯k] aus.

### Beispiele für eine abweichende Aussprache
| Form im Standarddeutschen | Form im Bremer Dialekt |
| ------------------------- | ---------------------- |
| Birne                     | Bürne                  |
| Milch                     | Möhlch/Meech           |
| Bremen                    | Breem                  |
| Bürgerpark                | Börgerpaak             |
| Burg                      | Burch/Borg             |
| Haus                      | Hus                    |
| Kirche                    | Köhrche                |
| Kirsche                   | Köhrsche               |
| Freimarkt                 | Freimaak               |
| Souterrain im Bremer Haus | Sutränng               |
| Saufsack                  | Suppsack               |
| Tag                       | Tach                   |
| Wunder                    | Wunner                 |
| alles                     | alln’s                 |
| an die/an der             | anne                   |
| auseinander               | außn’anner             |
| (ein) bisschen            | (’n) büsch’n           |
| das (ist) ja              | dascha                 |
| in die                    | inne                   |
| in den                    | in’n                   |
| nicht wahr?!              | nöch?!, nech?!         |
| um die                    | umme                   |
| von der                   | vonne                  |
| Fünf (5)                  | Fümmf                  |
| Elf (11)                  | Ölf                    |

Am einfachsten sind Ur-Bremer besonders im Gegensatz zu Hamburgern daran zu erkennen, dass sie meistens das „au“ wie „ou“ aussprechen, also „Hö’e ouf.“ (Hör auf.) anstatt „hö’e aauf“ mit breitem „a“ wie in Hamburg.

### Wortschatz
Der bremische Wortschatz enthält einige Lehnwörter aus dem Niederdeutschen, die gelegentlich auch in der Schriftsprache verwendet werden. Einige Vokabeln:
| Form im Standarddeutschen                                                                                        | Form im Bremer Dialekt                          |
| --- | ----------------------------------------------- |
| Bonbon | Bonschen                                        |
| Niederschlag | Daalschlag                                      |
| herum; drum herum; in der Umgebung                                                                               | umzu                                            |
| gleiten (auf Eis)                                                                                                | glitschen                                       |
| hatte es gegeben                                                                                                 | gab                                             |
| vorwärts | awangs (von En avant, frz.)                     |
| wie bitte? | wah?                                            |
| ungezogen | eisch                                           |
| Feuchte Sumpf- und Marschwiesen                                                                                  | das Bruch                                       |
| Tropffläche der Spüle; früher schräggestelltes Gestell neben der Spüle                                           | das Leckbrett                                   |
| Umgebung | Umzu                                            |
| Zuckerschleckstange                                                                                              | Babbeler (Produktname)                          |
| Putzlappen | der Feudel oder Schlatten                       |
| Schon gut (Antwort auf einen nicht für nötig empfundenen Ausspruch des Dankes)                                   | da nich für                                     |
| Du kriegst es ja                                                                                                 | krischa!                                        |
| Bewohner des Ortsteils Buntentor                                                                                 | Geelbeen                                        |
| „Ur-Bremer“ – Bremer, die von in Bremen geborenen Eltern abstammen                                               | Tagenbaren                                      |
| Stadtteil Blumenthal                                                                                             | Blomendal                                       |
| Stadtteil Gröpelingen                                                                                            | Gröpeln                                         |
| Stadtteil Hemelingen                                                                                             | Hemeln                                          |
| Stadtteil Huchting                                                                                               | Huchten                                         |
| Für Neustädter                                                                                                   | Geelbeensche, Geelbente                         |
| Ortsteil Oslebshausen                                                                                            | Oshuusen                                        |
| Für Vahrer | Vahraonen                                       |
| Vegesack | Fegebüdel                                       |
| Umgangssprachlich für den Ortsteil Woltmershausen                                                                | Pusdorf                                         |
| Bezeichnung für aus Bremen stammende, aber woanders auf der Welt lebende Menschen, oder Pendler im Bremer Umland | Butenbremer, vgl. Buten un binnen               |
| Filz-Hausschuhe                                                                                                  | Puschen                                         |
| Puppe | Daitsche                                        |
| Handfeger und Schaufel                                                                                           | Feger und Mullschibbe oder Kehrblech und U(h)le |
| Eisbein oder Haxe                                                                                                | Pootschn                                        |
| Schlag(en) | Backs(en)                                       |
| kleinlich | pütscherich                                     |
| Schubkarre | Schiebkarre                                     |

### Typische Sätze eines Bremers
| Form im Standarddeutschen                     | Form im Bremer Dialekt                                                       |
| --------------------------------------------- | ---------------------------------------------------------------------------- |
| Wie spät ist es?                              | Wie spät ist das (am sein)?                                                  |
| Guten Morgen! / Guten Tag! / Guten Abend!     | Moin! (auch tagsüber oder am Abend) / Tach! / Tach auch!                     |
| Ich gehe zu Karstadt oder zu meinem Haus.     | Ich geh’ nach Karstadt oder nach min Hus.                                    |
| Es ist ja Freimarkt!                          | Ischa Freimaak!                                                              |
| Ich mache einen Spaziergang (um den Block).   | Ich geh’ um’n Pudding.                                                       |
| Wir gehen um die Häuser oder auf Kneipentour. | Wir geh’n up’n Swutsch.                                                      |
| Sollen wir Kaffeetrinken gehen?               | Lust auf Kaffeesieren?                                                       |
| Ich laufe um das Haus herum.                  | Ich lauf’ ums Haus umzu.                                                     |
| entlang-/vorübergehen                         | längs gehen                                                                  |
| Kommen Sie alle aus der Umgebung?             | Komm’ Sie alle von umzu?                                                     |
| Dafür kann ich nichts.                        | Da kann ich nix (da)für.                                                     |
| Da kann man nichts machen.                    | Nütz’ ja nix.                                                                |
| Nichts zu danken. / Bitte, gern geschehen.    | Da nich’ für. / Och, da nich’ für.                                           |
| Unsere AG (Aktiengesellschaft Weser)          | Use Akschen                                                                  |
| Daran ist nichts zu ändern.                   | Da kannst nichts an machen!                                                  |
| Ich habe etwas verschüttet.                   | Ich hab geplört!                                                             |
| Beeile Dich!                                  | Komm inne Puschen!                                                           |
| Ich glaube, du spinnst.                       | Du has’ wohl ’n nassen Helm auf? / Ich glaub', du tickst wohl nich’ richtig. |
| Das ist klebrig.                              | Das backt (Das is backich).                                                  |
| Beeile dich.                                  | Hau ma’ ’n Schlach ran.                                                      |
| Nur ein bißchen.                              | Nur so vorne an.                                                             |
| Noch etwas länger oder mehr.                  | Ganz lütsches büschen noch!                                                  |